# Río Putre
El río Putre es un curso natural de agua que nace en bofedales al pie de los nevados de Putre o Tarapacá (sic) y fluye con dirección general surponiente hasta desembocar en el río Lluta.

## Toponimia
El topónimo "Putre" es de origen aimara Putiri, que significa murmullo de aguas.

## Trayecto
La quebrada del río nace de una serie de aguadas que se desprenden de los bofedales del complejo volcánico Taapacá.
En su trayecto recibe las aguas del río Jurase y bordea la ciudad de Putre.

## Caudal y régimen
Toda la cuenca del río Lluta presenta un régimen pluvial con crecidas importantes entre los meses de enero a marzo, producto de precipitaciones estivales debido al denominado “Invierno Altiplánico”. El período de estiaje en años secos para esta cuenca se prolonga por varios meses del año, desde abril hasta diciembre, debido a la escasez de precipitaciones, con algunas excepciones en ciertas estaciones fluviométricas, donde se aprecian pequeños aumentos de caudales en los meses de invierno, producto de precipitaciones esporádicas. Para la subcuenca alta, desde el nacimiento del río Lluta hasta la junta de la quebrada Aroma, y subcuenca media, desde la junta de la quebrada Aroma hasta la junta de la quebrada Cardones, se aprecia que estadísticamente el período de menores caudales ocurre en el trimestre septiembre, octubre, noviembre.

## Historia
Francisco Solano Asta-Buruaga y Cienfuegos escribió en 1899 en su obra póstuma Diccionario Geográfico de la República de Chile sobre el lugar:
Putre.-—Aldea del departamento de Arica situada en la planicie al sur del valle de Lluta y distante 22 kilómetros de Socorroma, 16 á 18 de Belen y unos 170 de la ciudad de Arica. Contiene como 500 habitantes.
Luis Risopatrón lo describe como "Quebrada Putre" en su Diccionario Jeográfico de Chile de 1924:: 721 
Putre (Quebrada de). Nace en las faldas S del nevado del mismo nombre, corre hacia el SW i desemboca en la quebrada de Socoroma de la de Lluta.

## Población, economía y ecología
Los usuarios de aguas del río Putre tienen comunidad constituida por ley.